# Lương Cường
Lương Cường (Việt Trì, 15 agosto 1957) è un generale e politico vietnamita, attuale Presidente del Vietnam dal 21 ottobre 2024, ha servito inoltre come membro permanente del segretariato del comitato centrale del Partito Comunista del Vietnam dal maggio all'ottobre 2024 e come direttore del dipartimento generale di politiche dell'Esercito popolare vietnamita dall'aprile 2016 al giugno 2024.

## Biografia
Lương è nato a Việt Trì nella Provincia di Phu Tho nel 1957 e si è arruolato nell'Esercito popolare vietnamita all'età di 18 anni. è divenuto membro del Partito Comunista del Vietnam nell'agosto 1978. È membro del Politburo dal 2021 e del comitato centrale del Partito Comunista del Vietnam dal 2011..
in precedenza è stato vice-direttore del dipartimento generale di politiche dell'Esercito popolare vietnamita dal 2011 al 2016 ed è stato promosso al grado di Generale d'armata nel 2019.
il 16 maggio 2024 è stato assegnato dal politburo del Partito Comunista del Vietnam come membro permanente del segretariato, la quinta più importante carica politica in Vietnam dopo le dimissioni di Trương Thị Mai. Il 21 ottobre 2024 è stato nominato Presidente del Vietnam succedendo al Segretario generale del Partito Comunista del Vietnam Tô Lâm.